# Caterpillar 797B
Caterpillar 797B — карьерный самосвал, производимый компанией Caterpillar. До появления следующей модификации 797F являлся самым грузоподъёмным и тяжёлым автомобилем в мире среди автомобилей с механической передачей.
БелАЗ-75710, имеющий в настоящее время среди автомобилей самую большую грузоподъёмность в мире, механической передачи не имеет, а входит в класс дизель-электрических машин. 797B является вторым поколением серии 797 и был представлен публике весной 2002 года, а впервые введен в эксплуатацию заказчиком в октябре 2002 года. 797B оставался в производстве до декабря 2009 года, пока Caterpillar не начали полномасштабное производство преемника модели — 797F. 797F в свою очередь, является одним из наиболее массовых карьерных самосвалов на планете и первым по популярности в США и странах западного полушария. Предназначен для транспортировки угля, руд и других полезных ископаемых.

## Сравнение с первой моделью
По сравнению с первым поколением, 797B имеет большую грузоподъёмность и более мощный двигатель. Эти изменения удовлетворяли потребности рабочих в карьерах и на шахтах, так как повышалась эффективность работы и сокращались расходы, за счёт увеличения количества перевозимого материала за одну поездку.
Была увеличена грузоподъёмность грузовика до 345 тонн, что являлось на 18,1 тонны больше по сравнению с первым поколением 797. Caterpillar увеличили выходную мощность 24-цилиндрового дизельного двигателя Cat 3524B EUI, используемого в серии 797, с 3211 л. с. (2394 кВт) до чистых 3370 л. с. (2513 кВт), что позволило 797B достигать 68 км/ч. Максимальная скорость при транспортировке 345 тонн увеличилась на 3,2 км/ч, по сравнению с прошлым поколением.

## Технические характеристики серии 797
| Характеристика          | 797                             | 797B                            | 797F                  |
| ----------------------- | ------------------------------- | ------------------------------- | --------------------- |
| Введение в эксплуатацию | 1999                            | 2002                            | 2008                  |
| Грузоподъемность        | 327 т                           | 345 т                           | 363 т                 |
| Полная масса            | 557 900 кг                      | 623 700 кг                      | 623 700 кг            |
| Модель двигателя        | Cat 3524B High Displacement EUI | Cat 3524B High Displacement EUI | Cat C175-20 ACERT     |
| Расположение цилиндров  | V12x2                           | V12x2                           | V20                   |
| Мощность двигателя      | 3211 л. с. (2394 кВт)           | 3370 л. с. (2513 кВт)           | 3793 л. с. (2828 кВт) |
| Максимальная скорость   | 64 км/ч                         | 68 км/ч                         | 68 км/ч               |
| Высота                  | 7,21 м                          | 7,59 м                          | 7,44 м                |
| Длина                   | 14,50 м                         | 14,45 м                         | 15,09 м               |
| Ширина                  | 9,14 м                          | 9,75 м                          | 9,53 м                |
| Объем бака              | 4542 л                          | 4542 л                          | 3785 л                |